# Bistum Pinerolo
Das Bistum Pinerolo (lat.: Dioecesis Pineroliensis, ital.: Diocesi di Pinerolo) ist eine in Italien gelegene römisch-katholische Diözese mit Sitz in Pinerolo.

## Geschichte
Das Bistum Pinerolo wurde am 23. Dezember 1748 durch Papst Benedikt XIV. mit der Apostolischen Konstitution In sacrosancta errichtet. 1805 wurde das Bistum Pinerolo aufgelöst und das Territorium wurde dem Bistum Saluzzo angegliedert. Am 17. Juli 1817 wurde das Bistum Pinerolo durch Papst Pius VII. mit der Apostolischen Konstitution Beati Petri erneut errichtet.
Das Bistum Pinerolo ist dem Erzbistum Turin als Suffraganbistum unterstellt.

## Bischöfe von Pinerolo
- Giovanni Battista D’Orliè De Saint Innocent CRSA, 1749–1794
- Giuseppe Maria Grimaldi, 1797–1803, dann Bischof von Ivrea
- Teresio Maria Carlo Vittorio Ferrero della Marmora, 1805–1817
- François-Marie Bigex, 1817–1824, dann Erzbischof von Chambéry
- Pierre-Joseph Rey, 1824–1832, dann Bischof von Annecy
- Andreas Charvaz, 1834–1848, dann Titularerzbischof von Sebaste in Cilicia
- Lorenzo Guglielmo Maria Renaldi, 1848–1873
- Giovanni Domenico Vassarotti, 1874–1881
- Filippo Chiesa, 1881–1886, dann Bischof von Casale Monferrato
- Giovanni Maria Sardi, 1886–1894
- Giovanni Battista Rossi, 1894–1922
- Angelo Bartolomasi, 1922–1929, dann Militärerzbischof von Italien
- Gaudenzio Binaschi, 1930–1968
- Massimo Giustetti, 1974–1975, dann Bischof von Mondovì
- Pietro Giachetti, 1976–1998
- Piergiorgio Debernardi, 1998–2017
- Derio Olivero, seit 2017

## Weblinks

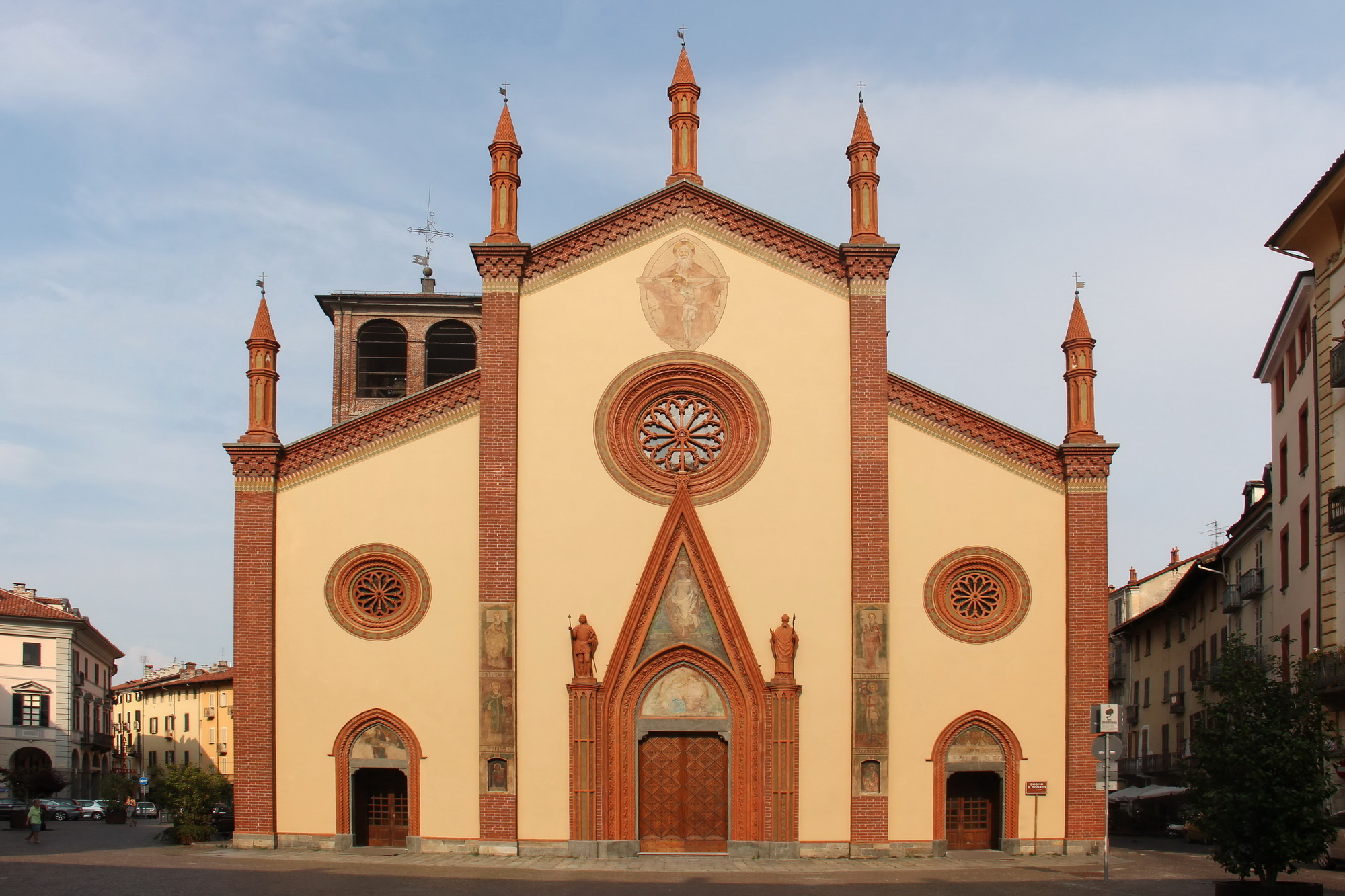
Kathedrale San Donato in Pinerolo